# Ironman Canada
L'Ironman Canada est une compétition de triathlon longue distance créée en 1986 et qui se tient depuis 2013 à Whistler en Colombie-Britannique après avoir été située à Penticton. Organisé par la Hawai Triathlon Corporation jusqu'en 1990, puis par la World Triathlon Corporation, elle est la troisième plus ancienne compétition Ironman qualificative pour le championnat du monde d'Ironman à Kona (Hawaï) après l'Ironman Nouvelle-Zélande et l'Ironman Japon.

## Histoire
| \| · Whistler · depuis 2013 · Penticton · 1986-2012 \| Localisation des épreuves depuis 1986 |
| · Whistler · depuis 2013 · Penticton · 1986-2012                                             |

De 1983 à 1985, la course existe en tant que « Canadien Ultra Distance Triathlon » à Penticton. Elle devient officiellement en 1986 la troisième épreuve de qualification internationale pour l’Ironman d'Hawaï après le « Double Brown Ironman » à Auckland en Nouvelle-Zélande et le « Yanmar Ironman Japan » au lac Biwa au Japon.
En 1996, Graham Fraser à la tête de la compagnie canadienne North American Sports (NA Sports), achète la licence d'utilisation de la marque Ironman à la World Triathlon Corporation (WTC). Lorsque le fonds de pension Private Equity rachète la marque en 2008, Grahamn Fraser  revend ses droits sur la partie Nord des États-Unis  à la  WTC. En mai 2012, il lui vend également l'Ironman Canada, en invoquant une clause de son contrat de licence en cas de changement de propriétaire de la WTC, de l’événement sportif de Penticton. La ville de Penticton  décide après une mise en concurrence entre la WTC et la société concurrente Defi Family de poursuivre son contrat avec NA Sport. et la marque concurrente, la course deviens le Challenge Penticton. L'événement est jumelé depuis 2013 avec le Challenge Roth,.
Après la perte de cette course sur le territoire canadien, la WTC lance une recherche pour organiser une autre course dans le second plus grand pays du continent américain. Elle fait le choix de la station touristique et de ski de Whistler à environ 500 km  au nord-est de Pentiction. Ce site ayant servi aux Jeux Olympiques d'hiver de 2010, son infrastructure permet l'accueil d'une compétition Ironman. Une refonte et une réorganisation sont mises en place pour recruter des bénévoles et volontaires, la course à Penticton en réunissait près de 4 000, nécessaires à sa bonne exécution. Le site offre aussi un avantage à l'organisateur, sa proximité avec l'aéroport de Vancouver qui à un taux de fréquentation plus élevé que celui de Penticton,.
Dès 2013, la concurrence entre les deux évènements devient très vive. Pour attirer les compétiteurs la WTC double le nombre de dossards (slot) qualificatifs pour Hawaï et son championnat du monde, pour les classes d'âge et augmente significativement les primes aux professionnels en proposant une enveloppe globale augmentée de 25 000 dollars soit 75 000 dollars canadien à répartir entre les premiers du classement professionnel.
En mai 2014, la WTC rachète, la société d'organisation de triathlon ainsi que la série 'Western Canada triathlons qui se déploie à Shawnigan Lake, Vancouver, Victoria et dans toute la Colombie-Britannique mais également  à  Saskatoon (Saskatchewan) et Banff (Alberta). L'Ironman Canada devient la compétition phare de ce circuit canadien.

## Palmarès

### Whistler
| Année | Médaille d'or       | Temps           | Médaille d'argent | Temps           | Médaille de bronze | Temps           |
| ----- | ------------------- | --------------- | ----------------- | --------------- | ------------------ | --------------- |
| 2024  | Lionel Sanders      | 6 h 57 min 9 s  | Sam Appleton      | 7 h 5 min 37 s  | Jason Pohl         | 7 h 15 min 44 s |
| 2018  | Brent McMahon       | 8 h 31 min 33 s | Jeff Symonds      | 8 h 40 min 27 s | Matthew Russell    | 8 h 45 min 33 s |
| 2016  | Andy Potts          | 8 h 20 min 23 s | Pedro Gomes       | 8 h 27 min 31 s | Trevor Wurtele     | 8 h 30 min 25 s |
| 2015  | Viktor Zyemtsev     | 8 h 49 min 46 s | Kyle Buckingham   | 8 h 50 min 30 s | Justin Daerr       | 8 h 54 min 45 s |
| 2014  | Marino Vanhoenacker | 8 h 16 min 10 s | Jeff Symonds      | 8 h 25 min 22 s | Paul Ambrose       | 8 h 33 min 10 s |
| 2013  | Trevor Wurtele      | 8 h 39 min 33 s | Matthew Russell   | 8 h 45 min 15 s | Paul Amey          | 8 h 53 min 27 s |

| Année | Médaille d'or   | Temps           | Médaille d'argent | Temps           | Médaille de bronze | Temps           |
| ----- | --------------- | --------------- | ----------------- | --------------- | ------------------ | --------------- |
| 2024  | Sarah True      | 7 h 52 min 29 s | Jodie Robertson   | 7 h 59 min 38 s | Deborah Eckhouse   | 8 h 4 min 19 s  |
| 2019  | Heather Wurtele | 9 h 20 min 40 s | Jen Annett        | 9 h 27 min 43 s | Kelsey Withrow     | 9 h 38 min 28 s |
| 2017  | Linsey Corbin   | 9 h 17 min 12 s | Jen Annett        | 9 h 24 min 55 s | Rachel McBride     | 9 h 27 min 15 s |
| 2015  | Danielle Mack   | 9 h 46 min 19 s | Melanie McQuaid   | 9 h 48 min 23 s | Jen Annett         | 9 h 55 min 6 s  |
| 2014  | Bree Wee        | 9 h 46 min 58 s | Karen Thibodeau   | 9 h 51 min 35 s | Mackenzie Madison  | 9 h 52 min 46 s |
| 2013  | Uli Brömme      | 9 h 28 min 13 s | Lisa Ribes        | 9 h 38 min 34 s | Gillian Moody      | 9 h 49 min 9 s  |

### Penticton
| Année | Médaille d'or         | Temps           | Médaille d'argent | Temps           | Médaille de bronze  | Temps           |
| ----- | --------------------- | --------------- | ----------------- | --------------- | ------------------- | --------------- |
| 2012  | Matthew Russell       | 8 h 48 min 30 s | Olly Piggin       | 8 h 54 min 17 s | Christian Brader    | 8 h 58 min 59 s |
| 2011  | Jordan Rapp -2-       | 8 h 28 min 9 s  | Torsten Abel      | 8 h 41 min 9 s  | Bert Jammaer        | 8 h 42 min 34 s |
| 2010  | Viktor Zyemtsev       | 8 h 32 min 28 s | Christian Brader  | 8 h 32 min 41 s | Stephan Vuckovic    | 8 h 38 min 31 s |
| 2009  | Jordan Rapp -1-       | 8 h 25 min 13 s | Mike Aigroz       | 8 h 40 min 17 s | Courtney Ogden      | 8 h 44 min 37 s |
| 2008  | Bryan Rhodes          | 8 h 30 min 12 s | Bernhard Hiebl    | 8 h 34 min 34 s | Jasper Blake        | 8 h 36 min 8 s  |
| 2007  | Kieran Doe            | 8 h 32 min 45 s | Jonathan Caron    | 8 h 39 min 59 s | Chris Brown         | 8 h 49 min 34 s |
| 2006  | Jasper Blake          | 8 h 33 min 58 s | Courtney Ogden    | 8 h 47 min 46 s | Gordo Byrn          | 8 h 51 min 23 s |
| 2005  | Chris Lieto           | 8 h 33 min 32 s | Stephan Vuckovic  | 8 h 36 min 34 s | Nigel Gray          | 8 h 42 min 15 s |
| 2004  | Tom Evans             |                 | Gordo Byrn        |                 | Olaf Sabatschus     |                 |
| 2003  | Raynard Tissink       |                 | Tom Evans         |                 | Gordo Byrn          |                 |
| 2002  | Garrett MacFayden     |                 | Jasper Blake      |                 | Stefan Holzner      |                 |
| 2001  | Peter Reid -2-        |                 | Olivier Bernhard  |                 | Matthias Klumpp     |                 |
| 2000  | Peter Reid -1-        |                 | Stefan Holzner    |                 | Shingo Tan          |                 |
| 1999  | Chuckie Veylupek      |                 | Shingo Tani       |                 | Bryan Rhodes        |                 |
| 1998  | Cristián Bustos       |                 | Chuckie Veylupek  |                 | Joachim Weinbrenner |                 |
| 1997  | Noel Harrington       |                 | Mark Bates        |                 | Steffen Hartig      |                 |
| 1996  | Thomas Hellriegel     |                 | Peter Reid        |                 | Ken Glah            |                 |
| 1995  | Michael McCormack -2- |                 | Steffen Hartig    |                 | Teemu Vesala        |                 |
| 1994  | Teemu Vesala          |                 | Scott Tinley      |                 |                     |                 |
| 1993  | Ken Glah              |                 | Lothar Leder      |                 | Paul White          |                 |
| 1992  | Scott Tinley          |                 |                   |                 |                     |                 |
| 1991  | Michael McCormack -1- |                 |                   |                 |                     |                 |
| 1990  | Ray Browning -3-      |                 |                   |                 |                     |                 |
| 1989  | Ray Browning-2-       |                 |                   |                 |                     |                 |
| 1988  | Ray Browning -1-      |                 |                   |                 |                     |                 |
| 1987  | Dave Kirk             |                 |                   |                 |                     |                 |
| 1986  | Dave Kirk             |                 |                   |                 |                     |                 |

| Année | Médaille d'or       | Temps           | Médaille d'argent | Temps           | Médaille de bronze | Temps           |
| ----- | ------------------- | --------------- | ----------------- | --------------- | ------------------ | --------------- |
| 2012  | Kendra Lee          | 9 h 44 min 58 s | Gillian Clayton   | 9 h 46 min 7 s  | Karen Thibodeau    | 9 h 50 min 52 s |
| 2011  | Mary Beth Ellis     | 9 h 3 min 7 s   | Kim Loeffler      | 9 h 34 min 54 s | Meredith Kessler   | 9 h 37 min 22 s |
| 2010  | Meredith Kessler    | 9 h 13 min 46 s | Heather Wurtele   | 9 h 17 min 17 s | Mackenzie Madison  | 9 h 34 min 51 s |
| 2009  | Tereza Macel        | 9 h 11 min 20 s | Belinda Granger   | 9 h 40 min 48 s | Janelle Morrison   | 9 h 48 min 54 s |
| 2008  | Belinda Granger -2- | 9 h 17 min 58 s | Alison Fitch      | 9 h 26 min 15 s | Heather Wurtele    | 9 h 39 min 51 s |
| 2007  | Lisa Bentley -3-    | 9 h 41 min 1 s  | Sara Gross        | 9 h 43 min 34 s | Heather Fuhr       | 9 h 49 min 36 s |
| 2006  | Belinda Granger -1- | 9 h 25 min 13 s | Lisa Bentley      | 9 h 28 min 18 s | Lori-Lynn Leach    | 10 h 9 min 23 s |
| 2005  | Karen Holloway      | 9 h 51 min 31 s | Paolina Allan     | 9 h 54 min 25 s | Christine Fletcher | 9 h 58 min 13 s |
| 2004  | Lisa Bentley -2-    |                 | Joanna Zeiger     |                 | Gillian Bakker     |                 |
| 2003  | Lisa Bentley -1-    |                 | Gillian Bakker    |                 | Andrea Fisher      |                 |
| 2002  | Lori Bowden -5-     |                 | Lisa Bentley      |                 | Mary Uhl           |                 |
| 2001  | Gillian Bakker      |                 | Wenke Kujala      |                 | Esther Wolsey      |                 |
| 2000  | Lori Bowden -4-     |                 | Laura Drake       |                 | Lori-Lynn Leach    |                 |
| 1999  | Lori Bowden-3-      |                 | Lori-Lynn Leach   |                 | Lee Dipietro       |                 |
| 1998  | Lori Bowden -2-     |                 | Jacquie Lewis     |                 | Fiona McKee        |                 |
| 1997  | Lori Bowden -1-     |                 | Melissa Spooner   |                 | Jan Wanklyn        |                 |
| 1996  | Paula Newby-Fraser  |                 | Jan Wanklyn       |                 | Holly Nybo         |                 |
| 1995  | Holly Nybo          |                 | Lynne McAllister  |                 | Claudia Kretschman |                 |
| 1994  | Lydia Sommerfeld    |                 | Lynne McAllister  |                 |                    |                 |
| 1993  | Paula Johnson -2-   |                 |                   |                 |                    |                 |
| 1992  | Julie-Anne White    |                 |                   |                 |                    |                 |
| 1991  | Erin Baker -2-      |                 | Julie-Anne White  |                 | Jan Wanklyn        |                 |
| 1990  | Erin Baker -1-      |                 |                   |                 |                    |                 |
| 1989  | Julie-Anne White    |                 |                   |                 |                    |                 |
| 1988  | Paula Johnson -1-   |                 |                   |                 |                    |                 |
| 1987  | Julia Deck          |                 | Julie-Anne White  |                 |                    |                 |
| 1986  | Tracey Bell Kelly   |                 |                   |                 |                    |                 |